# HD 134687
HD 134687, e Волка (лат. e Lupi) — тройная звезда в созвездии Волка на расстоянии (вычисленном из значения параллакса) приблизительно 427 световых лет (около 131 парсека) от Солнца. Видимая звёздная величина звезды — +4,806m. Возраст звезды определён как около 20,3 млн лет.

## Характеристики
Первый компонент — бело-голубая звезда спектрального класса B3IV/V, или B3IV, или B3III, или B3. Масса — около 4,498 солнечных, радиус — около 3,71 солнечных, светимость — около 621,3 солнечных. Эффективная температура — около 14810 K.
Второй компонент. Орбитальный период — около 0,9014 суток (21,634 часов). Удалён на 5,501 угловых секунды.
Третий компонент — коричневый карлик. Масса — около 32,17 юпитерианских. Удалён на 2,469 а.е..